# Malcolm X House Site
O Malcolm X House Site localizado na 3448 Pinkney Street em North Omaha, Nebraska, marca o local onde Malcolm X morou pela primeira vez com sua família. O local foi listado no Registro Nacional de Lugares Históricos em 1984 e também está na lista do patrimônio estadual do Nebraska.

## História
Malcolm Little nasceu no hospital da Universidade do Nebraska Omaha em 19 de maio de 1925, filho de Earl e Louise Little. Earl Little era um ministro cristão e ativo na comunidade local. Em sua autobiografia, Malcolm X afirmou que sua família trocou Omaha por Milwaukee, no Wisconsin, em 1926, por causa das ameaças da Ku Klux Klan.
A casa foi demolida em 1965, antes que os proprietários, a família Moore, soubessem da conexão com Malcolm X. A importância de Malcolm X na história e na cultura americana foi homenageada quando o local foi listado no Registro Nacional de Lugares Históricos em 1º de março de 1984. Este reconhecimento está assinalado no local. Um marcador histórico estadual foi adicionado em 1987.
A ativista cívica e sindical Rowena Moore, cujo pai morou na casa e era o dono da propriedade, liderou esforços para que o local da casa fosse reconhecido como um local histórico para reconhecer a importância de Malcolm X. Ela disse que sua família não sabia da conexão até que sua irmã a descobriu lendo a autobiografia de Malcolm X em 1970. Ela também esperava construir um museu lá em sua homenagem. Moore comprou mais propriedades ao redor da área.
Atualmente os 10 acre(s)s (4,0 ha) de terra pertencem à Malcolm X Memorial Foundation. Eles têm planos de comprar mais propriedades para criar um parque, e conectá-lo ao parque municipal Adams ao sul. Em 2008, a fundação estabeleceu seis lotes no local para uma horta comunitária.